# Râle des genêts
Crex crex
Genre
Espèce
Statut de conservation UICN

 LC  : Préoccupation mineure
Le Râle des genêts (Crex crex) ou Roi caille, est une espèce d'oiseaux de l'ordre des Gruiformes et de la famille des rallidés. Il s'agit d'un oiseau migrateur nichant au sol. Il est assez farouche mais est connu pour son cri nocturne (« crex crex »). Il établit son nid à la mi-mai dans les prairies de fauche en Europe. Sa nidification dure deux mois. Durant l'hiver septentrional, il migre dans le sud de l'Afrique.
Autrefois commune, l'espèce a subi un déclin marqué dans la plupart des pays d'Europe occidentale depuis plus d'un siècle, victime de la disparition de son habitat et de l'intensification agricole entraînant une fauche des prés précoce fatale aux jeunes voire aux adultes eux-mêmes.

## Description

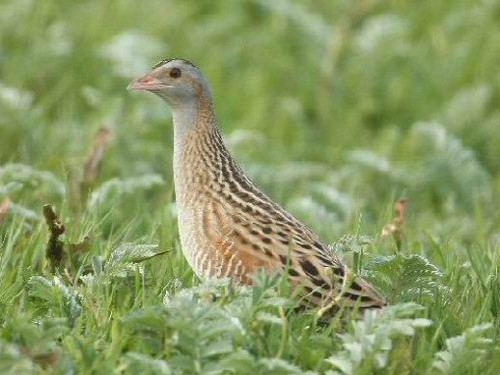
Râle des genêts, le cou tendu

Mâles et femelles sont très semblables et difficiles à distinguer. Les mâles ont généralement le plumage du cou et de la tête plus gris que les femelles.
Le plumage est beige strié de noir sur le dessus, beige clair strié de crème sur le dessous. Le sourcil, la mandibule inférieure, la gorge et le haut de la poitrine sont d'une gris-bleu léger. Le bec et les pattes, assez forts, sont beige-rosé. Les ailes, plutôt courtes sont d'un roux quasi-uniforme quand l'oiseau est au sol. Les flancs et les sous-caudales portent des stries rousses.
Cet oiseau mesure entre 27 et 30 cm de longueur, pour une envergure de 46 à 53 cm. Le poids est de 150 g environ, entre 135 et 200 g pour les mâles et entre 120 et 150 grammes pour les femelles.
Les oisillons naissent noirs et n'acquièrent leur plumage juvénile qu'au bout de trois semaines. Ce plumage est plus jaunâtre et moins coloré que celui des adultes.

### Locomotion

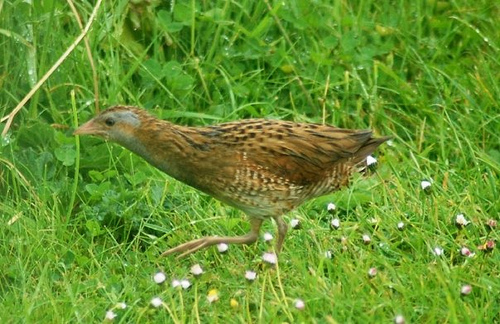
Râle des genêts en pleine course

## Comportement

### Régime alimentaire
Le râle des genêts se nourrit d'insectes divers, de larves, mollusques terrestres, lombrics mais également de graines et débris végétaux.

### Vocalisations
Le chant du mâle rappelle le bruit d'une crécelle ou celui obtenu en raclant un ongle sur les dents d'un peigne : « crèx crèx ». Ce son est à l'origine de son nom scientifique. Bien que les mâles chantent à longueur de nuit en début de saison, il a été montré que le chant est largement réduit lorsqu'ils sont accompagnés ou ont été accompagnés récemment par une femelle.
Mâles et femelles peuvent aussi émettre de faibles gloussements rappelant ceux d'une poule.

### Cycle annuel
Le râle est un oiseau migrateur au long cours, il passe l’été en Europe et repart en direction de l’Afrique orientale dans le courant du mois de septembre. Son arrivée est très discrète, en général, on peut entendre des mâles chanteurs dès la mi-mai, lorsque les prairies ont atteint une croissance suffisante pour abriter l’espèce. Néanmoins, les premiers mâles ont pour habitude de continuer leur route plus au nord. Les femelles arrivent un peu plus tard, environ quinze jours. Après s’être accouplé, le mâle part tenter une deuxième nidification et laisse la femelle s’occuper seule de la couvée. Pour ce faire, il prend la direction de prairies d’altitude ou part dans l’est de l’Europe.
Dès la mi-août, la migration recommence, elle atteint son pic à la mi-septembre et se termine environ un mois plus tard.

### Reproduction

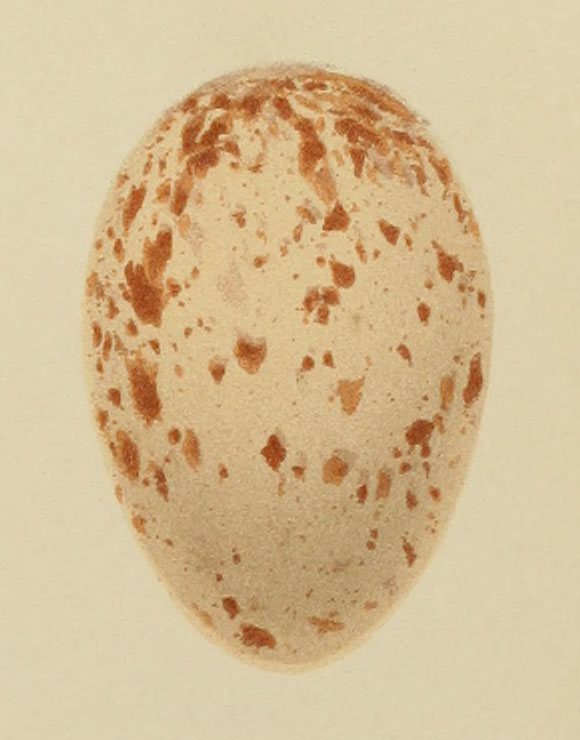
Un œuf de râle des genêts

À la fin mai, lorsqu’une femelle est fécondée, elle construit seule le nid. Il consiste en une simple dépression du sol couverte de végétaux. La femelle pond entre six et 12 œufs mais ce nombre tend à se réduire avec le recul des populations. À présent, il ne serait plus que de six à huit. La femelle pond environ un œuf par jour parfois plus, la durée de la ponte est donc d’environ huit jours. À la fin de la ponte, le mâle quitte la femelle qui s’occupe seule de l’incubation pendant 16 à 19 jours. Elle ne s’éloigne du nid qu’une dizaine de minutes par heure afin de se nourrir dans les environs. C’est à ce stade du cycle de reproduction que le râle est le plus menacé. La fauche trop précoce des prairies est la plus grande menace pour l’espèce. On retrouve régulièrement des femelles mortes sur leurs couvées, n’ayant pas voulu l’abandonner.
Les jeunes sont sevrés deux à quatre jours après l’éclosion des œufs. La mère est très proche de ses petits pendant les premiers jours suivant la sortie de l’œuf, on estime que l’éducation des jeunes dure environ 34 à 38 jours, c’est à cette période qu’il commencent à pouvoir voler. Le cycle complet de reproduction dure donc environ 50-55 jours.
Il existe deux périodes de pontes qui se succèdent. Les individus n’ayant pas pu mener à terme leur première nichée tentent alors un deuxième essai ailleurs. Certains effectuent même deux pontes dans l’année sans que la première ait échoué. Dans ce cas, les petits de la première nichée sont abandonnés précocement.

## Habitat et répartition

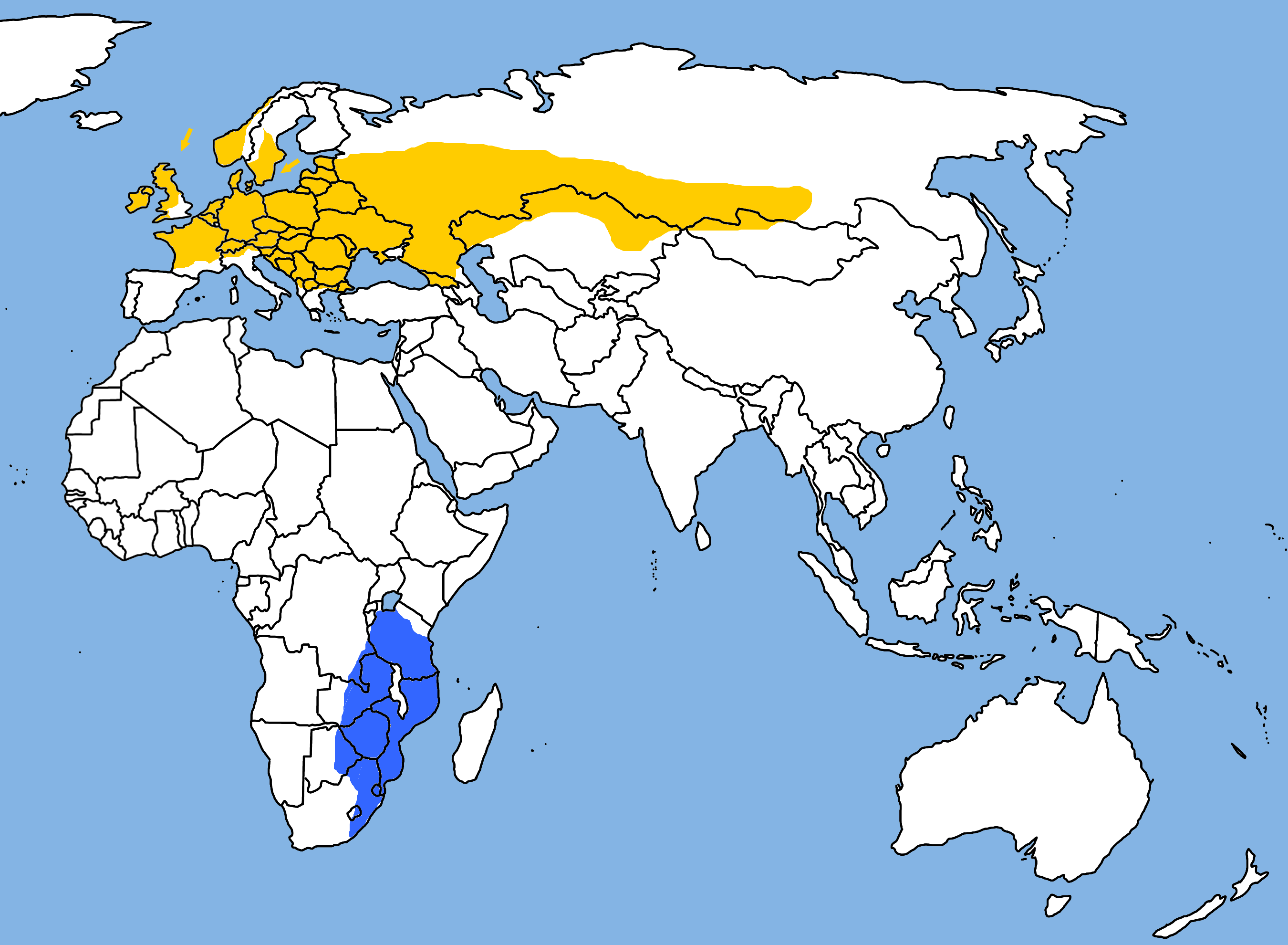
répartition mai-septembre
répartition septembre-mai

En Europe, le râle peut être observé dans différents types de milieux, mais il se cantonne généralement dans les prairies extensives et les abords de zones humides, avec des incursions dans les céréales et les pâturages. La pâture doit être très extensive pour ne pas gêner le râle.
Il lui reste peu d'endroit épargnés par la fauche, hors des bordures des bas-marais. On a longtemps considéré que le râle des genêts occupait des prairies humides, mais ce n'est pas tout a fait exact : les prairies trop humides ne conviennent pas, car ne lui permettant pas de progresser facilement ; inversement des prairies trop sèches et/ou à couverture végétale trop clairsemée ou trop basse ne lui offrent pas un couvert suffisant pour qu'il se sente en sécurité.
La densité du couvert végétal est l'un des facteurs déterminants pour son installation. Elle doit lui permettre de se déplacer à pied rapidement et sans gêne. Dès que la végétation atteint au moins 30 centimètres de haut, la couverture est suffisante pour que des individus s’installent. Mais une prairie abandonnée durant plusieurs années devient trop encombrée pour le râle.
Les populations de râles ne sont pas réparties de façon homogène sur son habitat. Les mâles tendent à se regrouper en taches ; une technique qui pourrait-être plus efficace pour attirer les femelles.
La surface minimale pour l’installation du râle est estimée à un hectare, bien qu’un mâle puisse parcourir plusieurs kilomètres dans la journée.

## Statut et protection

### Menaces
(janvier 2012).
Si vous disposez d'ouvrages ou d'articles de référence ou si vous connaissez des sites web de qualité traitant du thème abordé ici, merci de compléter l'article en donnant les références utiles à sa vérifiabilité et en les liant à la section « Notes et références ».
- Intensification de l’utilisation des prairies

C’est la première cause de la disparition du râle dans nos régions. On pratiquait autrefois la première fauche des prairies quelques semaines plus tard ce qui laissait le temps au râle de mener sa couvée à terme. Les contraintes économiques et la pression subie par les agriculteurs pour augmenter leur rendement les incitent à toujours plus avancer la date de fauche. En effet, plus la première fauche est réalisée tôt dans la saison, plus la prairie a le temps de repousser pour faire une deuxième fauche.
L’avancée technique a permis aux agriculteurs de faucher leurs champs à l’aide de machines de plus en plus rapides. Les jeunes râles sont les plus vulnérables car ils ne se déplacent pas assez vite pour fuir devant la faucheuse. Les adultes se déplacent rapidement mais ne s’envolent qu’en dernier recours. Ils préfèrent courir se réfugier au bord des champs dans les derniers recoins non fauchés. Même dans ces recoins, ils sont souvent mutilés voire tués alors qu’ils auraient pu s’envoler.
Les prairies extensives présentent une bonne diversité végétale mais ne produisent pas autant de fourrages que les prairies intensives. Les agriculteurs ont tendance à labourer les parcelles pour semer des mélanges grainiers plus rentables. Le ray-grass (Lolium perenne) et le trèfle (Trifolium sp.) n’offrent pas un couvert intéressant pour l’espèce qui ne s’y installe que très exceptionnellement.
- Perte d’habitat

En France, les subventions pour les grandes cultures incitent les agriculteurs à transformer les prairies permanentes en grande culture. Des mesures ont été prises afin de résoudre le problème, les zones abritant encore des mâles chanteurs ont été, dans la plupart des cas, classées comme ZICO. En Europe de l’Est, on constate un abandon des parcelles de plus en plus fréquent. Ces prairies s’enfrichent en quelques années et deviennent trop denses pour le râle.
- Prélèvement par tir et capture

En Suisse, la chasse et la capture de cet oiseau n’est pas autorisée. Nous ne connaissons pas l’impact, on peut considérer que cette menace est nulle dans notre pays. Par contre, des captures traditionnelles au filet sont organisées chaque année en Égypte. On ne connaît pas non plus l’impact de cette pratique sur les effectifs du râle de genêts car le suivi
est insuffisant. Néanmoins, on estime que les râles nichant en Suisse empruntent une route migratoire qui passe par le sud de l’Espagne et non par l’Égypte.
- Autres facteurs

On ne connaît pas précisément les impacts dus à la prédation sur l’espèce. Ce facteur étant naturel, il n’est pas logique d’essayer de lutter contre ce phénomène. Il est préférable de se concentrer sur les menaces que nous avons créées. Le Râle des genêts ne s’installe généralement pas à proximité des habitations, ce qui le protège des animaux domestiques. On ne peut pas considérer que le chat (Felis catus) présente une menace pour la survie de l’espèce.

### Statut

#### Au niveau mondial
Le râle des genêts, initialement classé dans la liste rouge de l'UICN sous la catégorie « Vulnérable » (VU), a été transféré dans la catégorie NT (quasi menacé, c'est-à-dire moins en danger que les espèces en VU) en 2004, puis en LC (préoccupation mineure) en 2010. La raison de ce « déclassement » est la découverte de populations importantes et stables en Russie et au Kazakhstan.

#### En France
Cette espèce est classée en catégorie EN (en danger) dans la liste rouge des espèces menacées en France, du fait de l'importance et de la rapidité du déclin des populations françaises de râle des genêts. En effet, elles ont été réduites de moitié en 10 ans, passant de 1 140 à 1 280 couples en 1998 à 620 à 690 couples en 2007 et 223 en 2020.

#### En Belgique
En Wallonie, l’espèce est classée en catégorie CR (en danger critique) dans la liste rouge des espèces menacées.

### Mesures de conservation
(janvier 2012).
Si vous disposez d'ouvrages ou d'articles de référence ou si vous connaissez des sites web de qualité traitant du thème abordé ici, merci de compléter l'article en donnant les références utiles à sa vérifiabilité et en les liant à la section « Notes et références ».
Des pratiques agricoles adaptées permettraient au râle de s’installer mais elles ne correspondent généralement pas avec la vision de production et rentabilité qu’ont les agriculteurs de leurs terrains. De plus, cette espèce n’a aucune valeur économique à proprement parler, sa présence n’apporte aucun gain financier à l’agriculteur.
Une des mesures principales est le retardement de la première fauche sur les prairies extensives. En plaine la date de la première fauche devrait se situer à la fin du mois de juillet,. À cette période, les jeunes qui ont vu le jour au début du mois de juin sont assez développés pour fuir devant la faucheuse. En altitude, la neige ayant décalé le départ de la végétation, on considère que la fauche doit être effectuée à la fin du mois d’août. À cette date, la nichée a déjà quitté les lieux est n’a plus aucun risque de se faire broyer. Le produit de la fauche perd logiquement en qualité mais les chevaux et les races bovines dites rustiques peuvent valoriser ce foin.
Pour éviter une fauche précoce, il est recommandé aux agriculteurs de ne pas fertiliser leurs prairies et d'entretenir une agriculture extensive.
La technique de fauche est aussi très importante. Pour laisser le temps au râle de fuir, on préconise d’utiliser des faucheuses à rotative et non pas à broyeuse. La vitesse de fauche ne devrait pas excéder les 5 km/h afin de laisser le temps aux oiseaux de s’enfuir pour trouver un abri. On conseille à l’agriculteur de ne pas faucher sa prairie de façon conventionnelle, c’est-à-dire d'éviter de tout couper en une seule fois.
On suggère aux agriculteurs de pratiquer une fauche centrifuge en laissant des bandes de cinq mètres de largeur au moins sur les abords des parcelles. L’idéal est de placer les bandes abris le long des cours d’eau ou des fossés.
Pour cela, les agriculteurs peuvent souscrire à un MAEt (Mesure Agri-Environnementale Territorialisée). Ils peuvent ainsi recevoir une compensation pour retarder leur date de fauche et/ou diminuer voir supprimer la fertilisation.